# Kraków Lotnisko
Kraków Lotnisko – końcowy przystanek kolejowy w Balicach na linii kolejowej nr 118, obsługujący pociągi pasażerskie dowożące podróżnych z Dworca Głównego w Krakowie do Międzynarodowego Portu Lotniczego im. Jana Pawła II Kraków-Balice.

## Lokalizacja
Przystanek znajduje się na terenie portu lotniczego i ma z nim bezpośrednie połączenie. Przed przebudową i zmianą lokalizacji znajdował się w odległości 250 m od międzynarodowego terminalu lotniczego (T1). Powstał na terenach jednostki wojskowej. W celu uruchomienia komunikacji kolejowej wykorzystano istniejącą od lat 50. XX w. bocznicę (została awansowana do miana linii kolejowej).

## Ruch pasażerski
| Rok  | Wymiana roczna | Wymiana pasażerska na dobę | miejsce w Polsce |
| ---- | -------------- | -------------------------- | ---------------- |
| 2017 | 2 040 000      | 5 600                      | 41               |
| 2018 | 1 460 000      | 4 000                      | 67               |
| 2019 | 1 530 000      | 4 200                      | 66               |
| 2020 | 403 000        | 1 900                      | 82               |
| 2021 | 803 000        | 2 200                      |                  |
| 2022 | 1 100 000      | 3 000                      |                  |

## Galeria

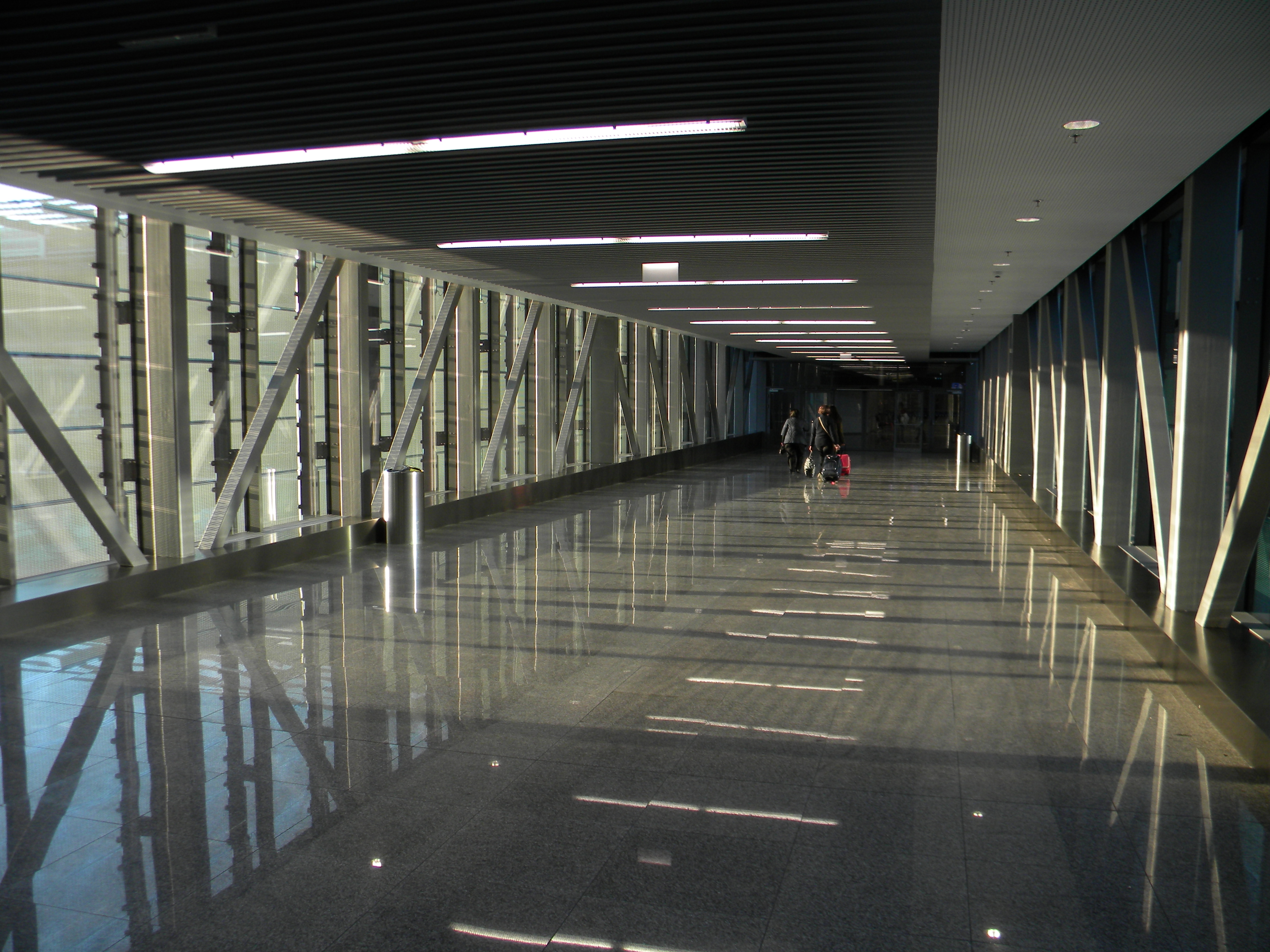
Kładka łącząca przystanek z terminalem
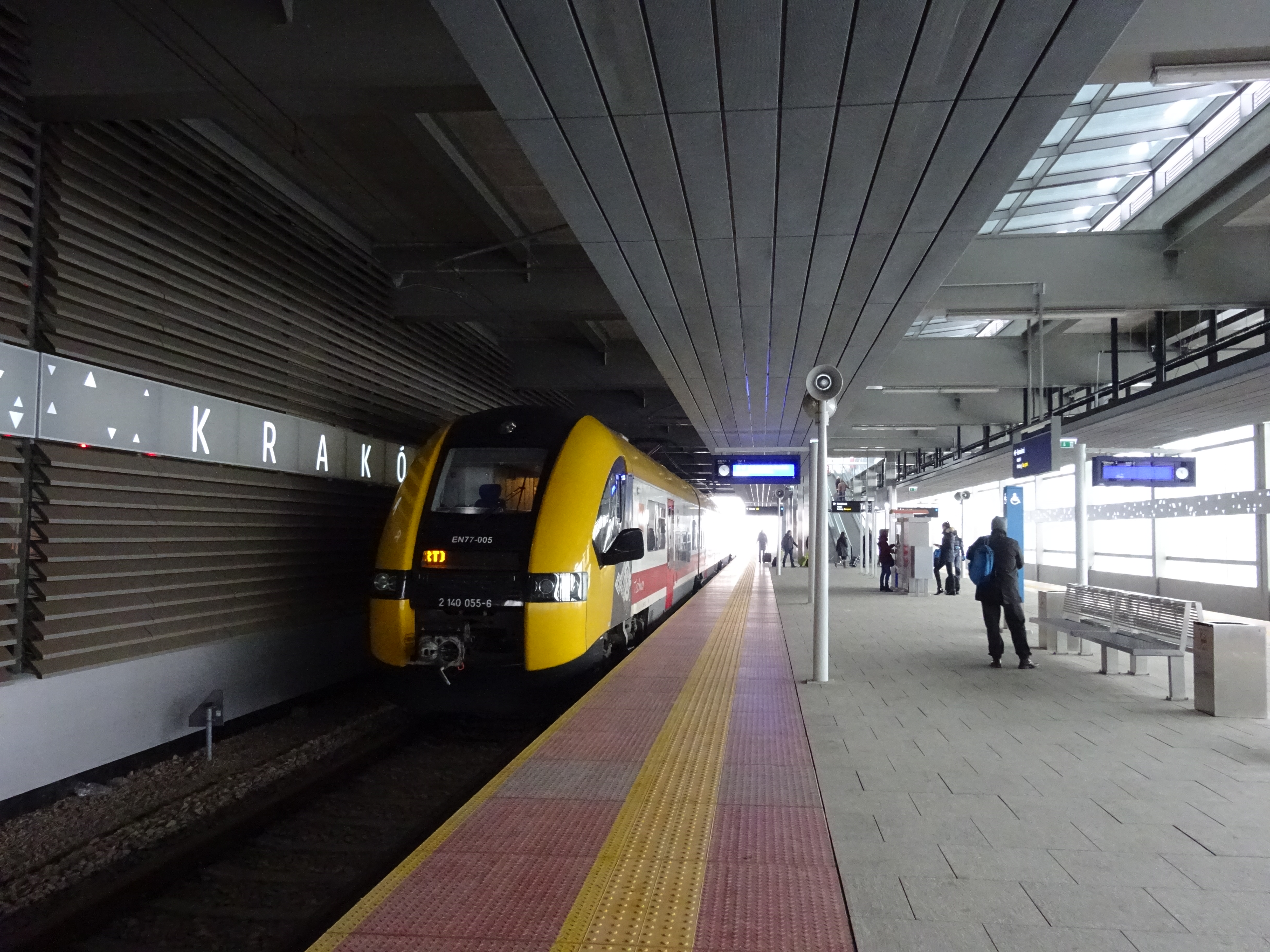
Pesa Acatus II na stacji Kraków Lotnisko na linii S1 Szybkiej Kolei Aglomeracyjnej

## Połączenia
| Operator           | Trasa                                                      |
| ------------------ | ---------------------------------------------------------- |
| Koleje Małopolskie | Kraków Lotnisko – Kraków Główny – Wieliczka Rynek Kopalnia |